# Contarinia melissitis
Contarinia melissitis är en tvåvingeart som beskrevs av Fedotova 1992. Contarinia melissitis ingår i släktet Contarinia och familjen gallmyggor.
Artens utbredningsområde är Kazakstan. Inga underarter finns listade i Catalogue of Life.